# Rzepiennik Suchy

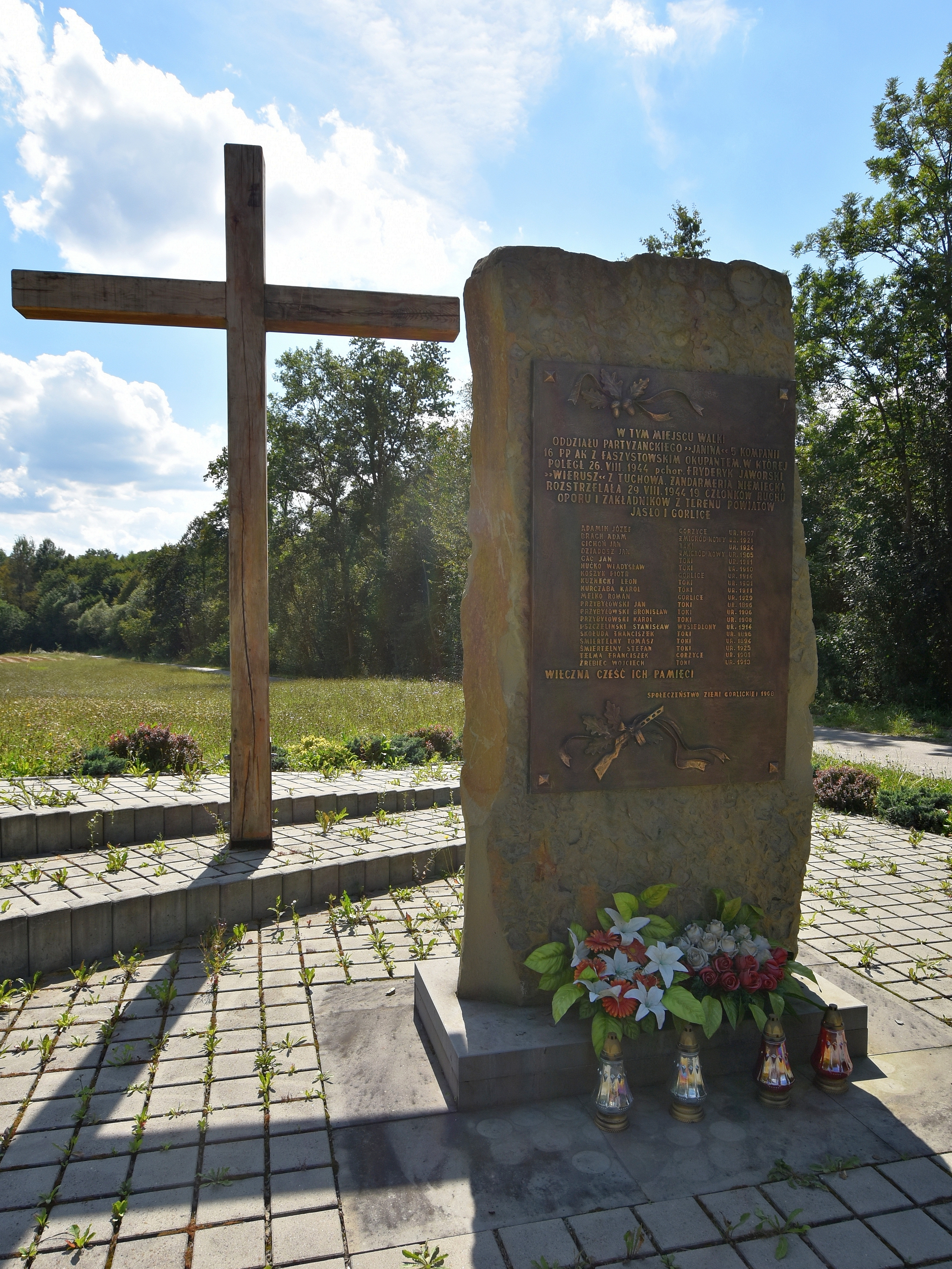
Pomnik ofiar faszyzmu

Rzepiennik Suchy – wieś w Polsce położona w południowo-wschodniej części województwa małopolskiego, w powiecie tarnowskim, w gminie Rzepiennik Strzyżewski.
W latach 1975–1998 miejscowość administracyjnie należała do województwa tarnowskiego.
W roku 2021 we wsi mieszkały 624 osoby, z czego 47.9% stanowiły kobiety, a 52.1% mężczyźni.

Wieś położona jest na Pogórzu Ciężkowickim, na wysokości 360–380 m n.p.m. (od 330 do 400 m n.p.m.) przy drodze wojewódzkiej 980. Stanowi dział wodny dla trzech cieków wodnych: Rzepianki należącej do zlewni Białej oraz Olszynki i Sitniczanki należących do zlewni Ropy.
Graniczy z Rzepiennikiem Biskupim, Olszynami, Ołpinami, Rożnowicami, Sitnicą i Turzą.

## Części wsi
| SIMC    | Nazwa   | Rodzaj    |
| ------- | ------- | --------- |
| 0829738 | Gaj     | część wsi |
| 0829744 | Lipie   | część wsi |
| 1051407 | Raj     | część wsi |
| 0829750 | Taborka | część wsi |

## Obiekty
Na terenie Rzepiennika Suchego znajduje się zabytkowy budynek szkoły ludowej z 1888 r.
Dom Kultury zbudowany społecznym wysiłkiem mieszkańców w 1963 r., pełni dzisiaj funkcję Gminnego Ośrodka Kultury w którym mieści się również wiejska biblioteka. Od 1963 roku istnieje zespół ludowy Rzepioki (kapela oraz zespół pieśni i tańca) prezentujący folklor pogórza.
W roku 1966 zbudowano szkołę tzw. Tysiąclatka, a remiza strażacka pochodzi z roku 1980.
W 1982 roku erygowana została parafia pw. Najświętszej Maryi Panny Królowej Polski, a w latach 1982–1987 zbudowano kościół.

Na granicy z Rożnowicami znajduje się pomnik ofiar faszyzmu. Upamiętniający miejsce męczeńskiej śmierci 19 zakładników rozstrzelanych przez Niemców 29 sierpnia 1944 r. w odwecie za zasadzkę zorganizowaną przez pluton kompanii „Janina” batalionu AK „Barbara”, w wyniku której zginęło 6 Niemców.
 Na terenie wsi znajduje się również ponad 400-letni dąb szypułkowy – pomnik przyrody.